# Wolfgang Kauer
Wolfgang Kauer (né le 20 février 1957 à Linz) est un écrivain autrichien vivant à Salzbourg. Il écrit principalement des fictions en prose et des poèmes.

## Biographie
Wolfgang Kauer fait ses études au lycée Adalbert Stifter de Linz jusqu’au baccalauréat en 1975, puis étudie la germanistique et la géographie à Salzbourg. Après avoir travaillé comme journaliste indépendant, il suit un second cursus en arts visuels. Il s'installe à Salzbourg en 1999, où il enseigne les arts plastiques au lycée et à l’université, en parallèle avec son activité d'écrivain.
Il commence à publier en 1991. Il écrit de la poésie, de la prose, des pièces de théâtre pour la jeunesse, tient la chronique du quartier de Gnigl à Salzbourg et organise depuis 2007 la « lecture du vendredi » de Salzbourg, une série de lectures publiques d’œuvres par leurs auteurs.
Lors du concours interne annuel de la Salzburger Autorengruppe (association littéraire de Salzbourg), il est jugé meilleur contributeur par Julian Schutting en 2010, et deuxième meilleur contributeur par Sabine Gruber en 2011. Dans les années suivantes, il est distingué par le jury de Bettina Balàka et Wolfgang Hermann. Le linguiste Eberhard Riedel lui reconnaît « des formulations concises, mais aux amples connotations » et le germaniste Karl Müller apprécie la musicalité de ses vers. Il a reçu en 2013 la bourse de littérature du land de Salzbourg.
Depuis de nombreuses années, il se consacre également à l’étude des figures rupestres des Alpes du Nord.

## Publications

### Essais
- (de) « Der Ober-Österreichische Robinson : Einige leserorientierte Betrachtungen zu den Robinsonaden », Linz aktiv : kommunale Vierteljahresschrift der Stadt Linz, Linz, Gutenberg-Werbering-Ges., no 121,‎ 1991, p. 61–70.
- (de) « Lyrik bewerten », Die Zeit im Buch, Vienne (Autriche), Österreichische Bischofskonferenz, nos 3/93,‎ 1993, p. 99–101.
- (de) « Über Franz Josef Heinrichs Stifter-Text und darüber hinaus », Die Rampe : Hefte für Literatur, Linz, StifterHaus, Zentrum für Literatur und Sprache in Oberösterreich, vol. Sonderheft Franz Josef Heinrich,‎ 1995, p. 55–56 (ISBN 3-85320-869-X).
- (de) « Die untere Gnigl. Fallstudie der Siedlungsgenese auf dem Alterbachschwemmkegel », dans Sabine Veits-Falk, Thomas Weidenholzer, Gnigl. Salzburger Stadtteil, Salzbourg, coll. « Schriftenreihe des Archivs der Stadt Salzburg » (no 29), 2010 (ISBN 978-3-900213-13-8), p. 294–307.

### Ouvrages sur l'art rupestre
- (de) Felsbilder der Ostalpen. : Das Erbe der Mondfrau [« L'art rupestre des Alpes orientales. L'héritage de la déesse Lune »], Salzbourg, Anton Pustet, 2017, 350 p. (ISBN 978-3-7025-8045-2).

- (de) Felsbilder der Alpen : Motive im internationalen Vergleich [« L’art rupestre dans les Alpes. Une comparaison internationale des motifs »], Salzbourg, Anton Pustet, 2019, 288 p. (ISBN 978-3-7025-0932-3).

### Fiction en prose
- (de) « Der Bär und das Inselmädchen » [« L'ours et la fille de l'île »], Facetten : literarisches Jahrbuch der Stadt Linz, Linz, Oberösterreichischer Landesverlag,‎ 1991, p. 126–128 (ISBN 3-85214-561-9).

- (de) « Der Linzer Golem » [« Le Golem de Linz »], Facetten : literarisches Jahrbuch der Stadt Linz, Linz, Oberösterreichischer Landesverlag,‎ 1992, p. 85–91 (ISBN 3-85214-573-2).

- (de) « Stelzhamer », dans Meridiane : Literatur aus Oberösterreich, Weitra, Ed. Linz, Bibliothek der Provinz, 1992 (ISBN 3-85252-082-7), p. 80-81.
- (de) « Strindbergphantasien Mondseer Ausgewanderter » [« Fantaisies sur Strindberg d’émigrés du Mondsee »], Die Rampe : Hefte für Literatur, Linz, StifterHaus, Zentrum für Literatur und Sprache in Oberösterreich, nos 1994/2,‎ 1994, p. 21–41 (ISBN 3-85320-679-4).
- (de) « Minnesangs Ende » [« La fin de la poésie courtoise »], Die Rampe : Hefte für Literatur, Linz, StifterHaus, Zentrum für Literatur und Sprache in Oberösterreich, nos 1996/2,‎ 1996, p. 99–106 (ISBN 3-85320-772-3).
- (de) Die Donau hinauf [« En remontant le Danube »], Linz, Verlag LinzKulturTexte, 1996 (ISBN 3-85214-666-6).
- (de) « Grenzüberschreitungen » [« Dépassements de frontière »], Facetten : literarisches Jahrbuch der Stadt Linz, Weitra, Ed. Linz, Bibliothek der Provinz,‎ 2001, p. 149–159 (ISBN 3-85252-4032).

- (de) Nachtseite [« Côté obscur »], Salzbourg/Gosau/Vienne (Autriche), Arovell Verlag, 2007 (ISBN 978-3-902547-48-4).
- (de) Geheimnisvoll gewinnbringend : Satiren [« Mystérieusement fructueux : Satires »], Salzbourg/Gosau/Vienne (Autriche), Arovell Verlag, 2012 (ISBN 978-3-902808-13-4).
- Trilogie de romans illustrés à thème archéologique, inspirée par l'œnochoé à bec tréflé (Schnabelkanne) celtique retrouvée à Dürrnberg[4] ainsi que des figures mythologiques de Frau Perchta/Frau Holle/Isis Noreia/Hécate.
  - (de) Der Code der Schnabelkanne oder Das Keltenfieber [« Le code de l’œnochoé ou la fièvre celte »], Ranshofen, Innsalz, 2012 (ISBN 978-3-902616-57-9).
  - (de) Frau Perchta und die Schnabelkanne : ikonografischer Roman [« Dame Perchta et l’œnochoé »], Ranshofen, Innsalz, 2013, 308 p. (ISBN 978-3-902616-85-2).
  - (de) Frau Venus auf Wanderschaft. Die Erdmutter in alpinen Felsritzbildern [« Dame Vénus en voyage. La déesse mère dans les gravures rupestres des Alpes. »], Ranshofen, Innsalz, 2015 (ISBN 978-3-902981-52-3).

### Poésie
- (de) « Klagelied freier Autoren », dans Salzburger Autorengruppe, Wie es eben so ist, ohne Harfe. Eine Lyrikanthologie,, Salzbourg, Eizenbergerhof, 2005 (ISBN 3-901243-26-7), p. 65–73.
- (de) « Lange Abwesenheit. Gedanken zu Tessa Rumsey », dans Wörterspuren, Linz, Wortstämme Literaturproduktionen, 2009, p. 8.
- (de) « Meer-Blick », dans Querfeldein 01. Das Literaturheft des Linzer Frühlings, Linz, Linzer Frühling, 2010 (ISBN 978-3-9519904-0-8), p. 85-87.
- (de) « Lied von der jungen Stoffverkäuferin in der Getreidegasse », Mosaik. Zeitschrift für Literatur und Kultur für Studenten, vol. 12,‎ herbst 2014, p. 9.
- (de) « Gauguin trifft Trakl. Farbenlyrik », Freibord : Zeitschrift für Literatur und Kunst, vol. Special 4. Einundvierzig Jahre Freibord-Feribord-Firebord,‎ octobre 2017, p. 14.
- (de) « Wolfgang Kauer: Tao der Liebe. Lyrik », Freibord : Zeitschrift für Literatur und Kunst, vol. 30,‎ octobre 2017, p. 14.

### Théâtre pour la jeunesse
- (de) Papa auf Abwegen. Première représentation le 31 mars 2001 sur la Mozartplatz à Salzbourg., Jugend-Theaterstück, Uraufführung 31. März 2001 auf dem Salzburger Mozartplatz.
- (de) Herzog Tassilo. Première représentation le 20 mai 2004 au Salzburger Gymnasium der Herz-Jesu-Missionare in Liefering.

### Miscellanées
- (de) Azur-Fenster : Erzählungen und Lyrik mit Meerblick, Salzbourg/Gosau/Vienne (Autriche), Arovell, 2008, 180 p. (ISBN 978-3-902547-64-4, lire en ligne).
- (de) Magenta Verde : Prosa, Lyrik, Aphorismen, Salzbourg/Gosau/Vienne (Autriche), Arovell, 2009, 179 p. (ISBN 978-3-902547-73-6).
- (de) Funken regen, Salzbourg/Gosau/Vienne (Autriche), Arovell Verlag, 2010 (ISBN 978-3-902547-08-8).

### Divers
- (de) « Der Geisterfahrer. Ein filmisches Epos », Aroqart. Zeitschrift für Film, Bild, Text, Musik, Gosau, Arovell, no 1,‎ 2012, p. 17 sqq..
- (de) « Der japanische Stifter », dans Europa erlesen: Donau, Klagenfurt/Celovec, Wieser-Verlag, 2012, 153 p. (ISBN 978-3-99029-014-9).
- (de) « 1934: Abendgebet nach der Erstkommunion », Mosaik. Zeitschrift für Literatur und Kultur für Studenten, Salzburg, no 7,‎ juin 2013, p. 4 sqq..
- (de) « Er-Oberungen », Mosaik. Zeitschrift für Literatur und Kultur für Studenten, Salzburg, no 8,‎ novembre 2013, p. 13.
- (de) « Vorstadt-Hybris », Mosaik. Zeitschrift für Literatur und Kultur für Studenten, Salzburg, no 9,‎ janvier 2014, p. 10.
- (de) « Der Pilgerweg nach St. Wolfgang », dans Salzburger Autorengruppe, Inklusive Leerzeichen. Eine Anthologie der Salzburger Autorengruppe, Salzbourg, 2017 (ISBN 978-3-901243-45-5), p. 83-89.
- (de) « Schwarzer Mann aus Mattighofen. Sprachpermutative Erzählung », dans Klaus Gasseleder (dir.), Wildleser-Almanach. Literarisches Panoptikum Nr. 2., Erlangen, 2017 (ISBN 978-3-923611-73-7), p.24-27.
- (de) « Der Weg war das Ziel », dans Klaus Gasseleder (dir.), Wildleser-Almanach. Literarisches Panoptikum Nr. 3, Erlangen, 2017 (ISBN 978-3-923611-74-4), p.50-54.

### Anthologie
- (de) Hannes Vyoral (dir.) et Maria Herlo (préface), Wolfgang Kauer, Vienne (Autriche), Podium, coll. « Podium-Porträt » (no 92), février 2017 (ISBN 978-3-902886-33-0).